# Kult publiczny
Kult publiczny – w Kościele katolickim prawnie zweryfikowana w drodze beatyfikacji i kanonizacji forma oddawania czci osobom zmarłym.
Zgodnie z kodeksem prawa kanonicznego (łac. kanon 832 § 2, wsch. 668 § 1) kult ma charakter publiczny gdy obrządek celebrowany jest przez kompetentne osoby, w imieniu Kościoła, zgodnie z porządkiem liturgicznym.
Konsekwencją opinii świętości i kultu prywatnego może być beatyfikacja, zaś kanonizacja jest aktem polecającym oddawać kult publiczny, należny osobom świętym. W myśl kanonu 1187 Kodeksu Kanonicznego tylko na tej drodze, potwierdzony autorytetem Kościoła kult przybiera omawianą formę.
Kult publiczny jest elementem czci oddawanej Trójcy Świętej, zaś święty w swoim życiu naśladując Jezusa Chrystusa uznawany jest za członka Mistycznego Ciała, który dostąpił zbawienia stając się wzorem przybliżającym wyznawany przez katolików ideał i orędownikiem przed Bogiem. 
W Polsce gwarantem wolności wyznania i religii, a w szczególności publicznego uprawiana kultu jest art. 2 i 19 Konstytucja Rzeczypospolitej Polskiej, a także w art. 5 i 8 Konkordatu między Stolicą Apostolską i Rzecząpospolitą Polską z 1993 r.. Ustawa o stosunku Państwa do Kościoła Katolickiego w Rzeczypospolitej Polskiej będąca aktem prawnym regulującym prawo wyznaniowe w art. 15. określa zasady organizacji kultu publicznego.